# DDR-Meisterschaften im Feldfaustball 1952
Die DDR-Meisterschaften im Feldfaustball 1952 waren die dritte Austragung der DDR-Meisterschaften der Männer und Frauen im Feldfaustball der DDR im Jahre 1952.

## Frauen
Endstand
| Platz | Mannschaft             |
| ----- | ---------------------- |
| 1.    | Einheit Weimar         |
| 2.    | Rotation Dresden Mitte |
| 3.    | Einheit Süd Halle      |

## Männer
Endstand
| Platz | Mannschaft              |
| ----- | ----------------------- |
| 1.    | Einheit Zentrum Leipzig |
| 2.    | Einheit Süd Erfurt      |
| 3.    | Einheit Süd Halle       |